# Giovanni Adorni Braccesi Chiassi
Giovanni Adorni Braccesi Chiassi (* 1. März 1953 in Rom) ist ein italienischer Diplomat im Ruhestand.

## Studium
1976 schloss er sein Studium der Politikwissenschaft an der Universität Florenz ab.

## Leben
1978 trat er in den auswärtigen Dienst und wurde im Außenministerium in Rom beschäftigt.
Von 1980 bis 1983 war er  Handelssekretär am Generalkonsulat in Jedda.
Von 1983 bis 1984 war er an der Ständigen Vertretung Italiens beim Büro der Vereinten Nationen in Genf beschäftigt.
Von 1985 bis 1988 war er erster Sekretär der Ständigen Diplomatischen Vertretung Italiens bei der UNCD in Genf.
Von 1988 bis 1992 war er wieder in Rom beschäftigt.
1992 wurde er in der Abteilung Migration, soziale Angelegenheiten und Krisen beschäftigt.
Von 1993 bis 1997 war er Gesandtschaftsrat für Auswanderung und soziale Angelegenheiten in Brüssel.
Von 1998 bis 2000 war er Gesandtschaftsrat in Rabat.
Von 2001 bis 2003 wurde er in der Abteilung III Subsahara-Afrika beschäftigt.
Von 2001 bis 2003 war er Personalrat und leitete bis 2005 die Abteilung IV Asien, Ozeanien, des Pazifiks und der Antarktis.
Von 2005 bis 2008 bekleidete er das Amt des diplomatischen Beraters des Ministerpräsidenten.
Ab 2008 war er dem Zeremonienmeister der italienischen Republik unterstellt.
Von 27. März 2010 bis 16. Januar 2014 war er Botschafter in Tegucigalpa (Honduras). Zum 31. Dezember 2014 wurde Botschaft in Tegucigalpa geschlossen und Edoardo Pucci wurde mit Sitz in Guatemala-Stadt bei der Regierung Juan Orlando Hernández in Honduras koakkreditiert.
Von 31. Dezember 2014 bis 19. Januar 2017 war er Botschafter in Dublin (Irland).
| Vorgänger       | Amt                                                           | Nachfolger    |
| --------------- | ------------------------------------------------------------- | ------------- |
| Giuseppe Magno  | Italienischer Botschafter in Tegucigalpa (Honduras) 2010–2014 | Edoardo Pucci |
| Maurizio Zanini | Italienischer Botschafter in Dublin (Irland) 2014–2017        | Paolo Serpi   |